# Stadio metropolitano di Lara
Lo stadio metropolitano di Lara (per esteso in spagnolo Estadio Metropolitano de Fútbol de Lara, "stadio metropolitano di calcio di Lara"), è un impianto calcistico di Barquisimeto, in Venezuela. È intitolato allo stato venezuelano di Lara.
Edificato appositamente per la Copa América 2007, lo stadio è uno dei più moderni del paese: per la sua struttura, con tribune che danno direttamente sul terreno di gioco, è stato soprannominato el Ingles (l'inglese).
Oltre che dai locali club calcistici dell'Unión Lara e dei Guaros de Lara, è anche utilizzato dalla squadra dell'Universidad Centroccidental Lisandro Alvarado, che ha sede proprio a Barquisimeto.
Inizialmente non ricompreso nel novero degli stadi per la Copa América 2007, il Metropolitano de Fútbol de Lara (che prende il nome dallo Stato di Lara, di cui Barquisimeto è capitale) vi è stato successivamente inserito e destinato ad ospitare tre partite. Il 5 luglio si sono disputate le due sfide finali del gruppo C della competizione, USA-Colombia (vinta 1-0 dai cafeteros) e Argentina-Paraguay (finita 1-0 per i platensi).

Tre giorni dopo l'Argentina ha qui battuto 4-0, nell'ultimo quarto di finale, il Perù.